# 尾張瀬戸駅
尾張瀬戸駅（おわりせとえき）は、愛知県瀬戸市山脇町にある名古屋鉄道（名鉄）瀬戸線の駅。同線の終着駅である。駅番号はST20。通称は尾張をつけず、単に瀬戸駅である。

## 歴史
1905年（明治38年）、瀬戸線開業時に、瀬戸側の起点となる瀬戸駅として、開業した。開業当時は、旅客以上に、地元で生産される瀬戸焼出荷の拠点としての役割を担った。1921年（大正10年）には、尾張瀬戸駅に名称が変更された。
その後、1978年（昭和53年）、栄町乗入れ工事に伴い、貨物の取り扱いが廃止された。このとき、運用車両の増加に対応するため、元の貨物側線が電留線として整備された。電留線については、後述の総合改善事業実施に伴い、2002年（平成14年）までに配線変更が行われた。
駅舎は大正時代以来の2代目駅舎が長く使用され続けていたが老朽化が進んだため、国土交通省の鉄道駅総合改善事業として事業主体となる第三セクター方式の尾張瀬戸駅整備株式会社を2000年（平成12年）1月12日に設立し、駅前公共施設パルティせと（2005年（平成17年）2月19日開設）やバスターミナルの整備を合わせて、再開発が行われ、2001年（平成13年）、現在地に移転した。2005年（平成17年）の愛・地球博開催時は、当駅より名鉄バスが担当するシャトルバスが出て、会場への拠点駅の一つとしての役割を担った。2代目駅舎は2005年（平成17年）にオープンした瀬戸蔵ミュージアム内に一部復元のうえ展示されている。

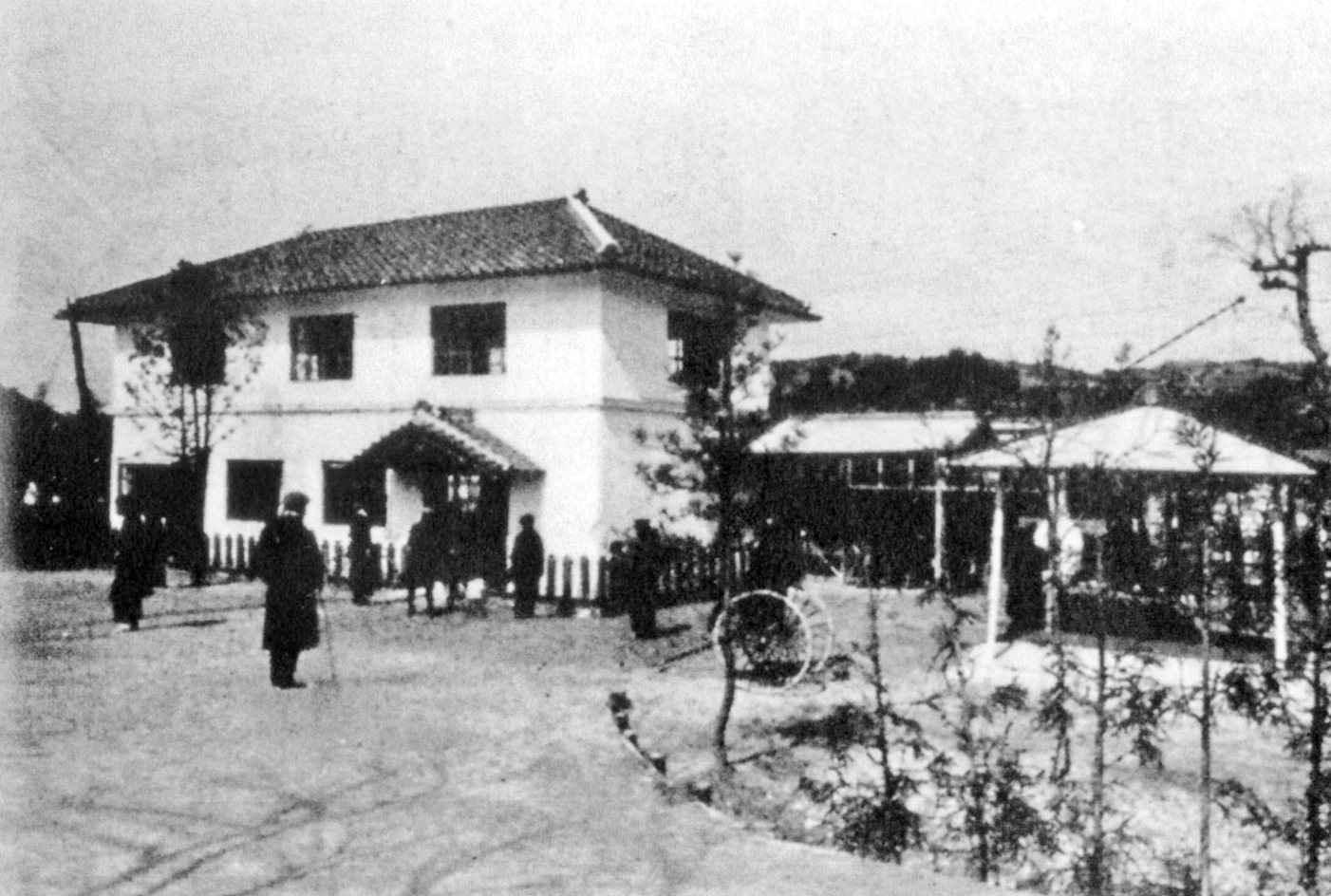
初代駅舎（1911年）
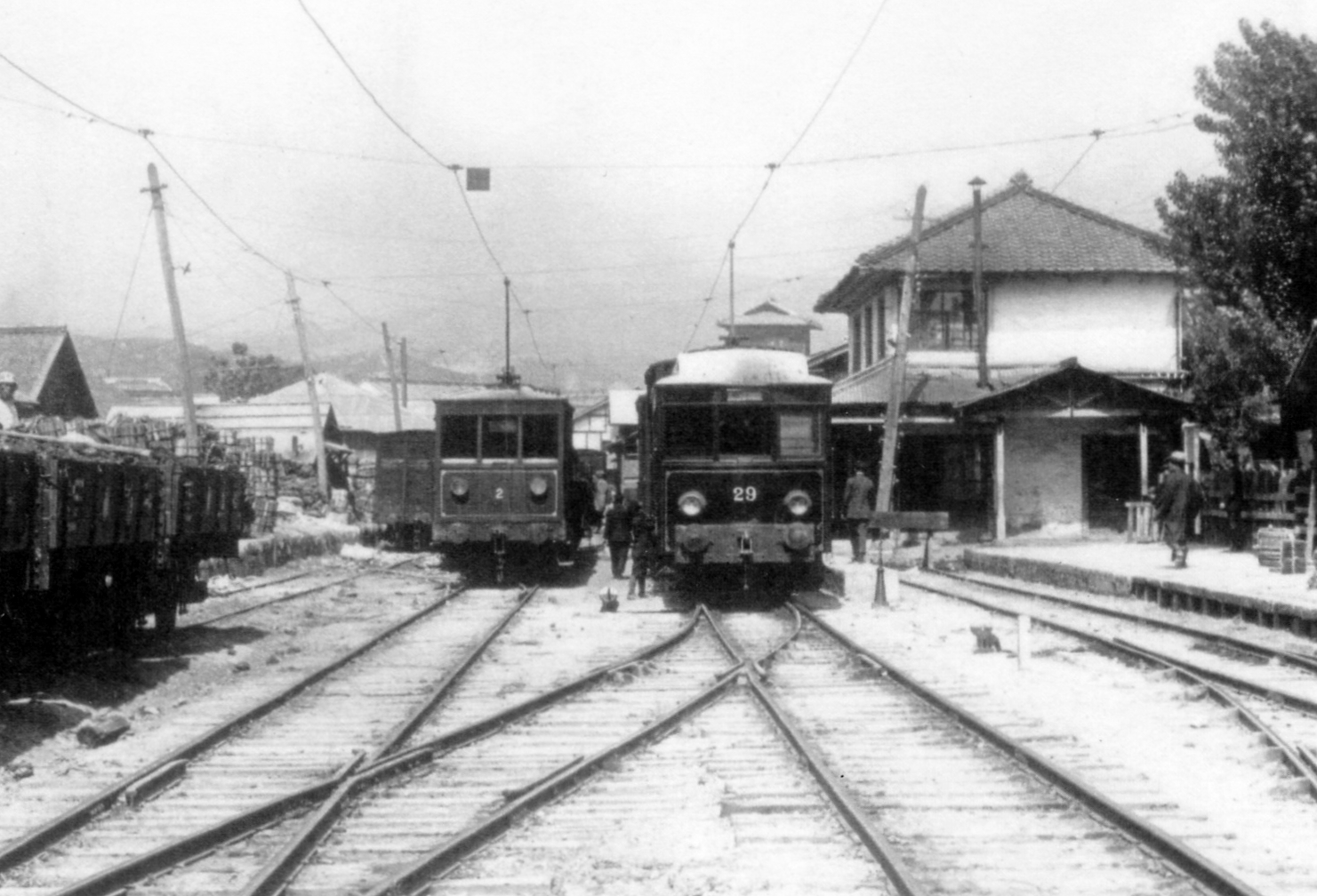
大正時代の駅構内（1921年）
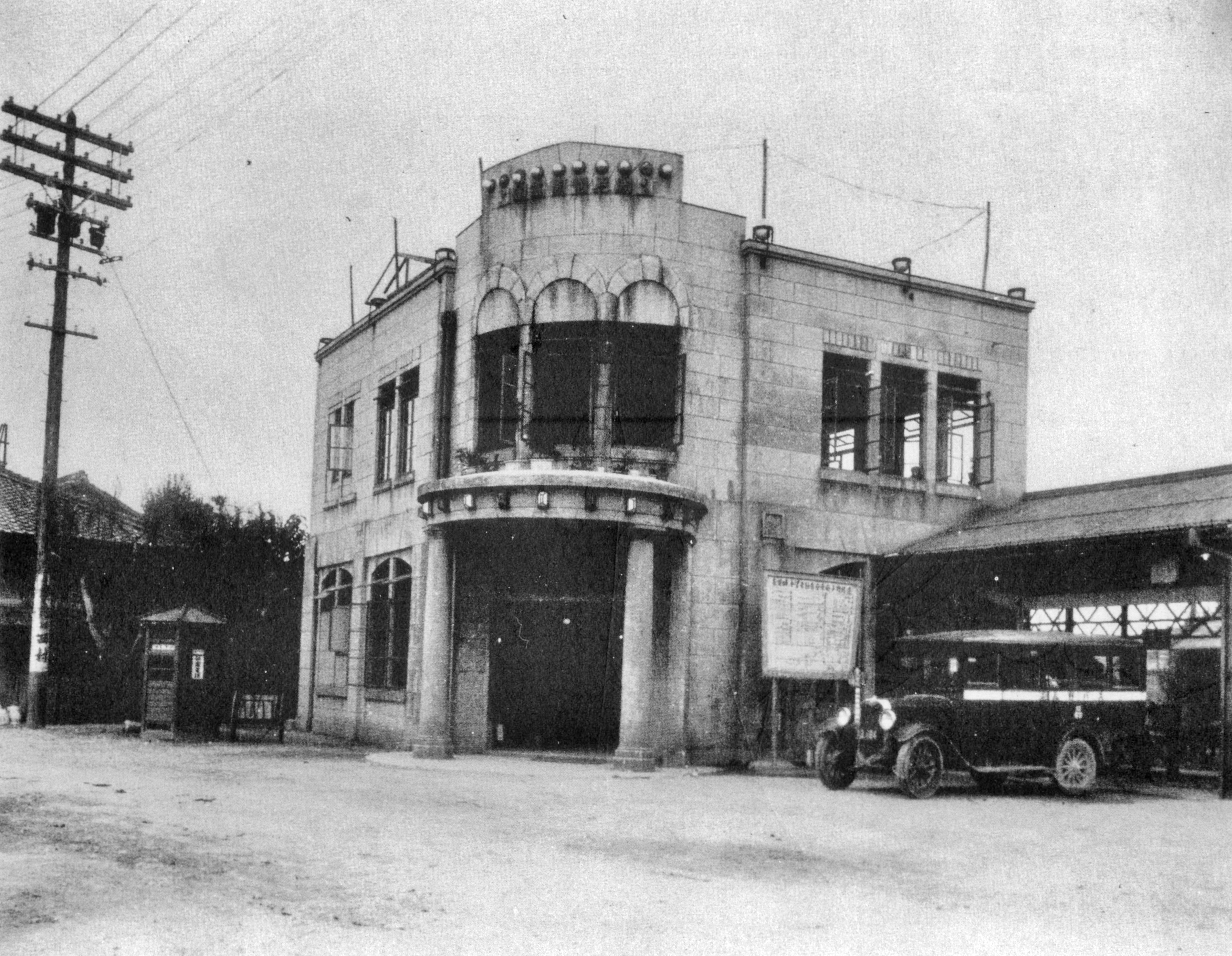
2代目駅舎（1937年）
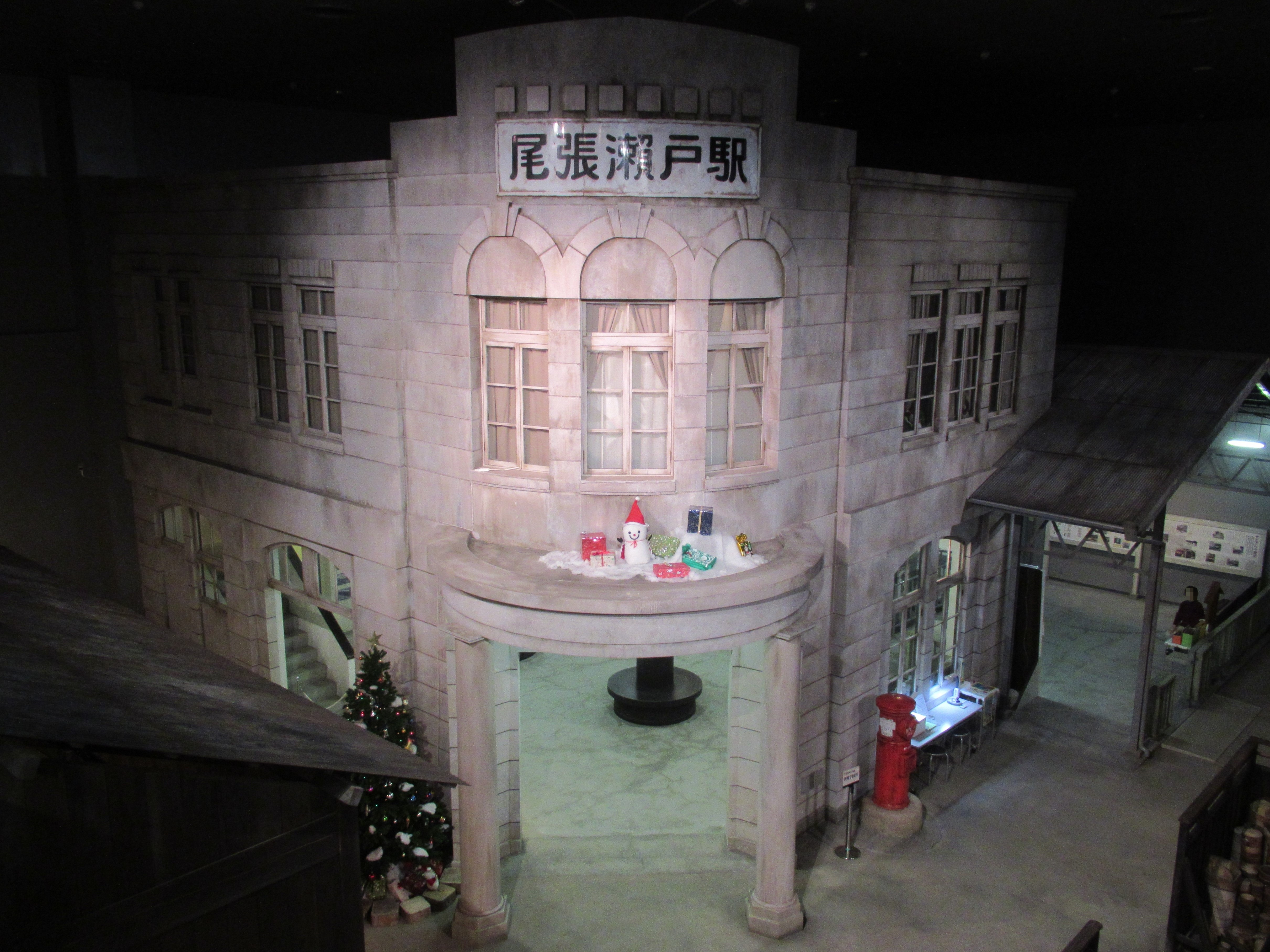
瀬戸蔵ミュージアム内に復元・保存されている2代目駅舎（2018年）

### 年表
- 1905年（明治38年）4月2日 - 瀬戸駅として開業。
- 1921年（大正10年）2月19日 - 現駅名に改称[4]。
- 大正末期 - 2代目駅舎竣工[5]。
- 1978年（昭和53年）2月15日 - 貨物取り扱い廃止[6]。旧貨物側線を電留線として整備。
- 1984年（昭和59年）3月 - 自動改札機設置[7]。
- 2001年（平成13年）4月14日 - 駅舎東方移転、3代目駅舎供用開始[4]。
- 2002年（平成14年）3月 - 総合改善事業に基づく電留線配線変更・ホーム延伸などが完了。
- 2011年（平成23年）2月11日 - ICカード乗車券「manaca」供用開始。
- 2012年（平成24年）2月29日 - トランパス供用終了。

## 駅構造
頭端式ホーム1面2線を有する地上駅。ホームの有効長は6両相当分。ホーム転落防止柵、LED式発車標などが設置されている。
環境モデル駅として、電力には太陽光パネル発電を、水洗トイレには雨水も使用している。
| 番線 | 路線      | 行先     |
| ---- | --------- | -------- |
| 1・2 | ST 瀬戸線 | 栄町ゆき |

駅舎は線路終端の東側にあり、陶都瀬戸をイメージした登り窯の形をしている。駅舎は瀬戸市の商業文化複合施設パルティせとと接続している。駅舎内にも、時計修理店がある（当初は、サンコス）。
改札口は有人で、自動券売機、自動改札機、LED式発車標などが設置されている。かつて、高砂殿のテレビCM撮影に使われたことがある。SKE48の『バンザイVenus』のPV撮影も当駅で行われている。
ホーム北側には留置線が2本あり、運用車両のうち半数ほどが滞泊する。通常、日中は2編成が留置されている。この留置線の北側には、貨物取扱の設備跡が見られる。
2001年（平成13年）には駅舎がやや東側に移転した。旧駅舎は現在より西寄りにあり、現在のホームのある位置には留置線と貨物取扱設備があった。

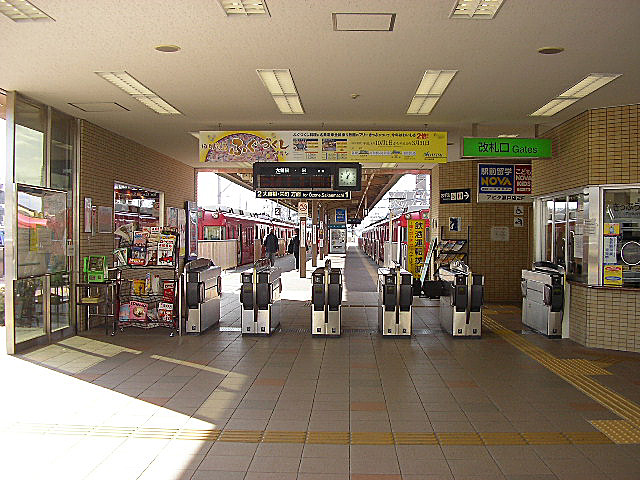
改札口
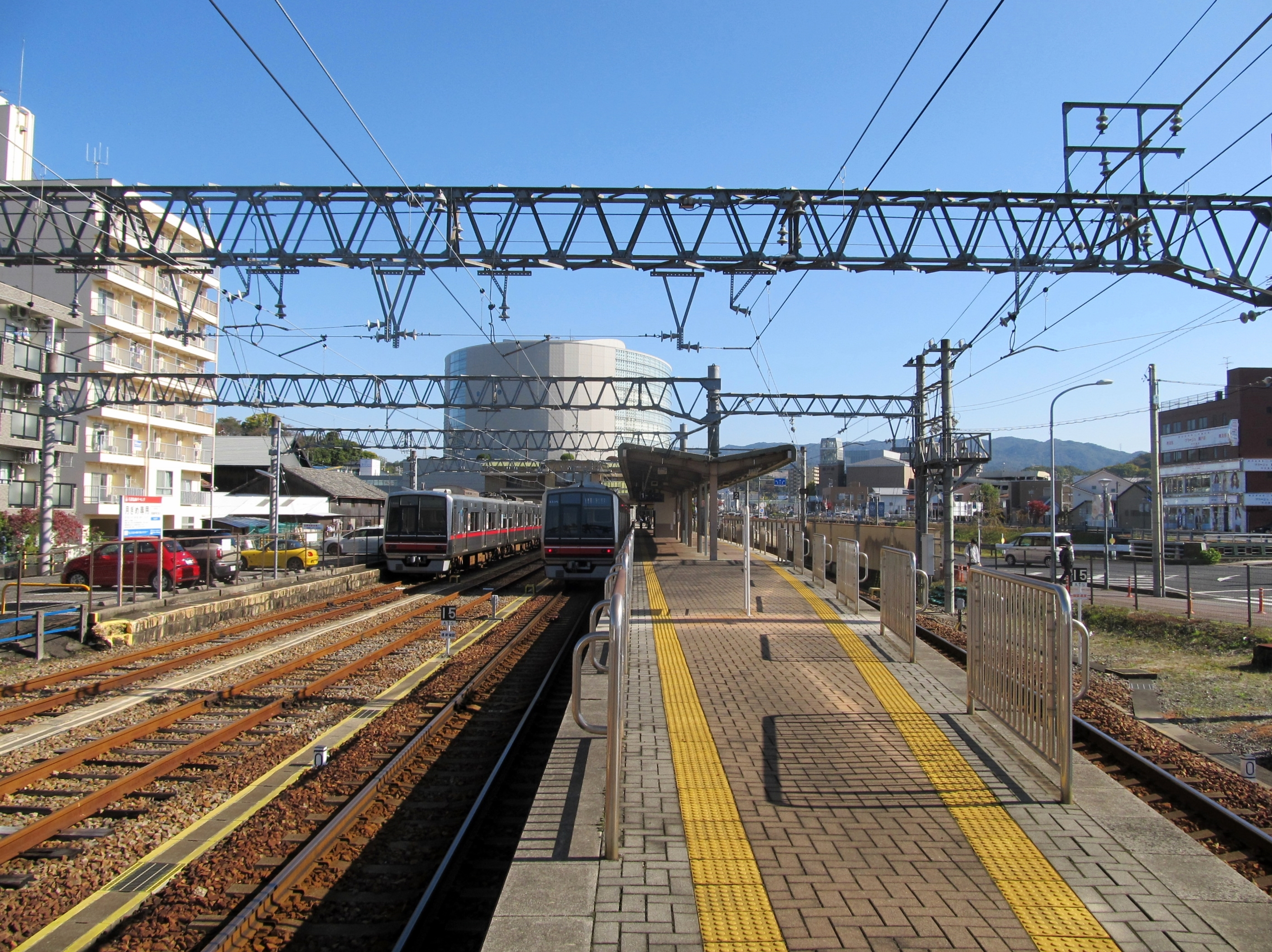
ホーム
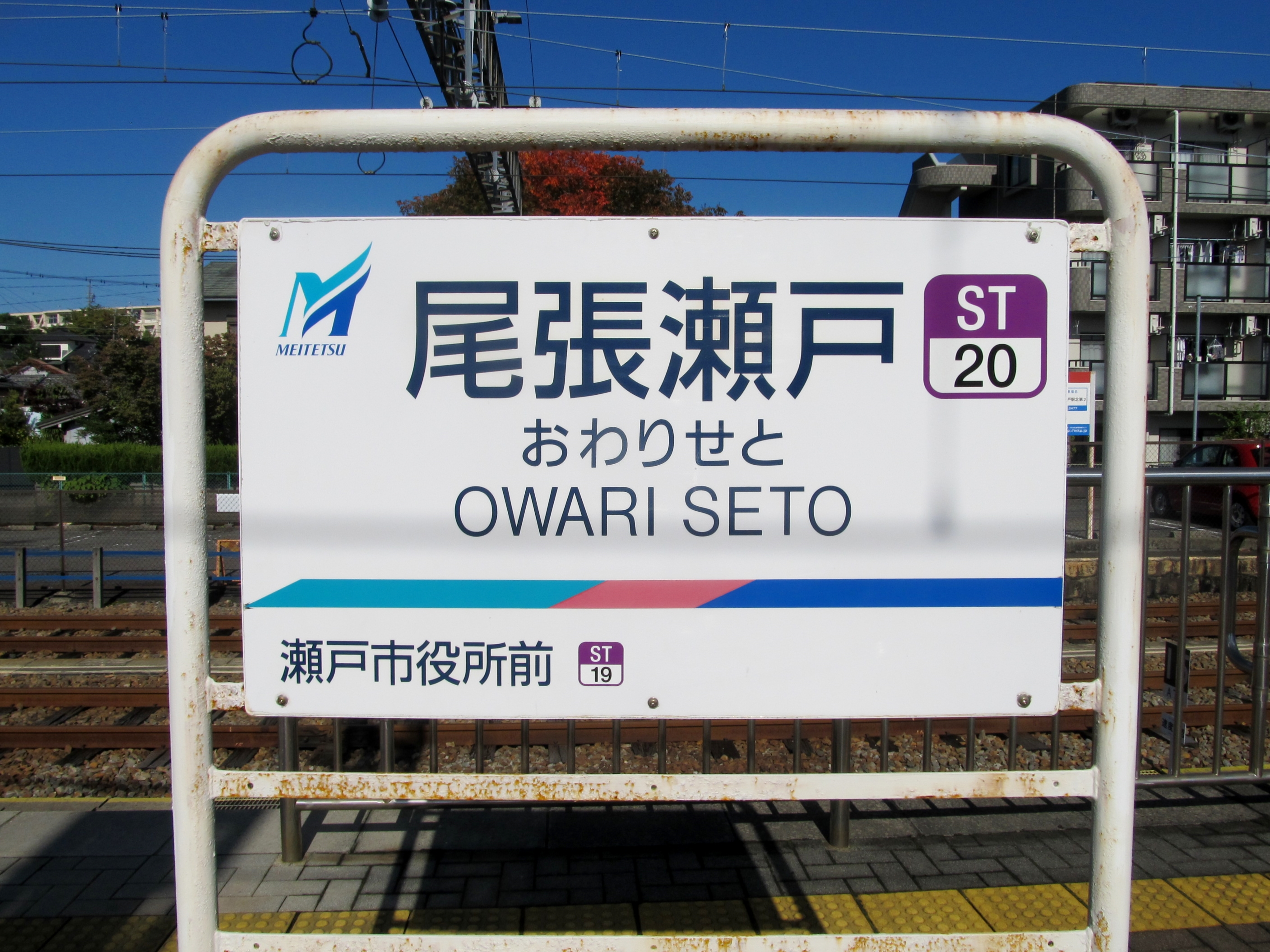
駅名標

### 配線図
|            | 尾張瀬戸駅 構内配線略図 | → 大曽根・ 栄町方面 |
| 凡例 出典: |                         |                     |

## 駅周辺

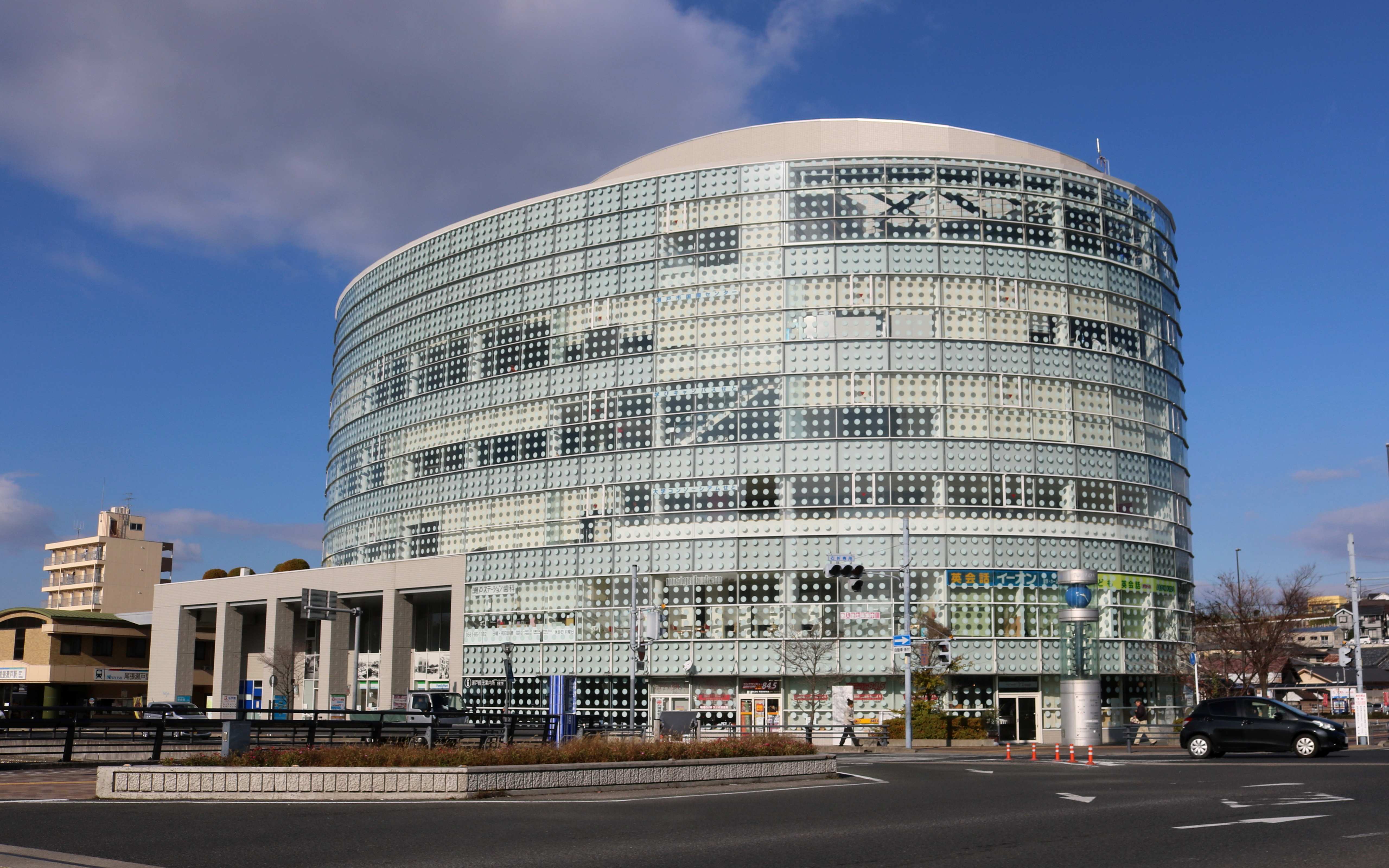
隣接するパルティせと

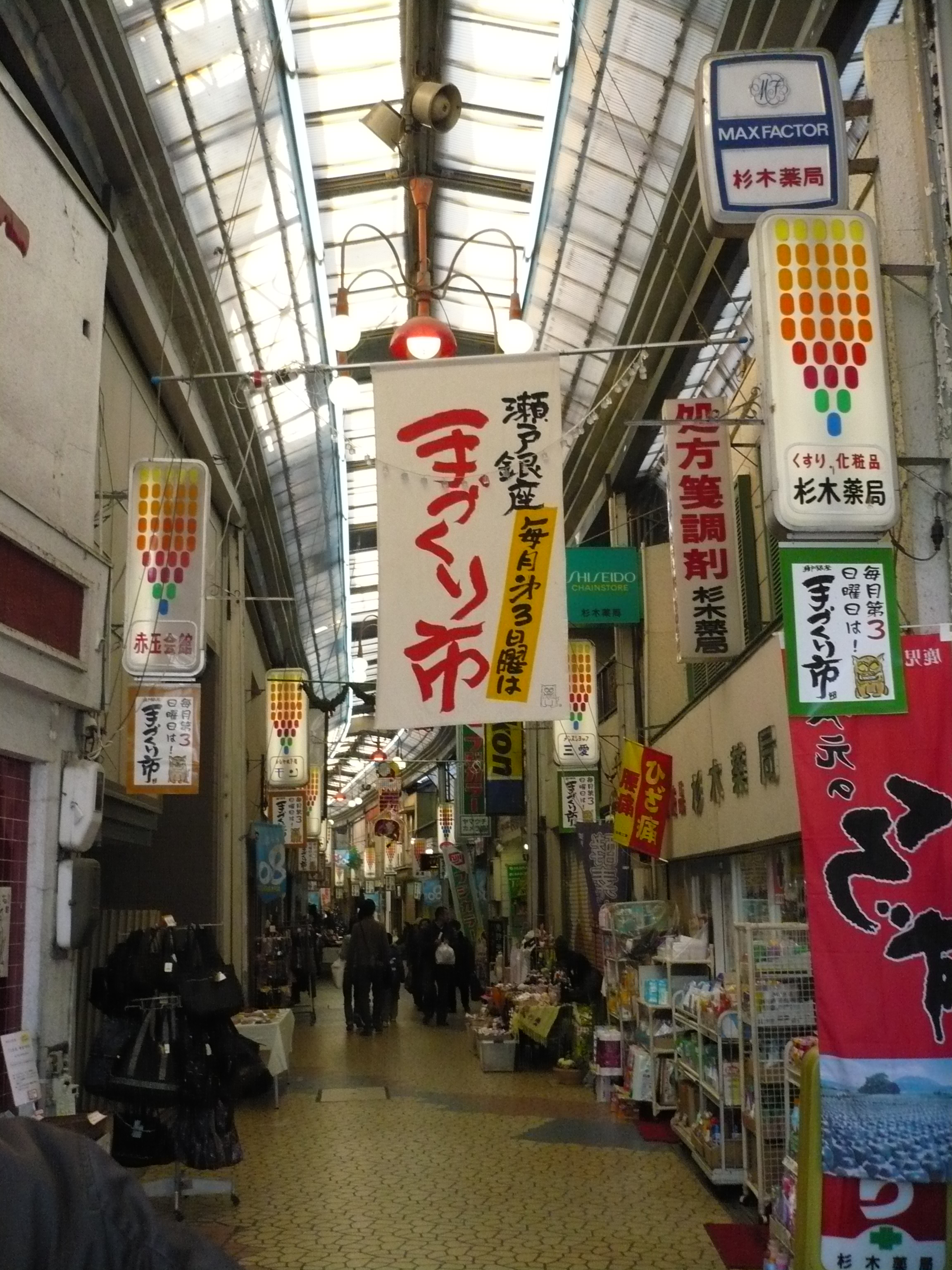
銀座通り商店街

瀬戸市内では、毎年陶祖まつり（春）とせともの祭（秋）、来る福招き猫まつりが開催されており、当駅は会場の最寄り駅となっている。
- 瀬戸川
- リモージュ広場
- パルティせと（飲食店や瀬戸市公共施設等の複合施設）
  - JRみどりの窓口があったが2009年（平成21年）9月30日限りで営業を終了した。
- 窯神神社
- 窯神グラウンド
- 産業支援センターせと
- 瀬戸市殉国慰霊塔
- 瀬戸市文化センター
- 瀬戸市美術館
- 深川神社
- 瀬戸記念橋
  - かつてはJR東海バスの瀬戸記念橋駅があった。
- 瀬戸蔵
  - 旧駅舎を模したコーナーがあり、中にモ750形電車のカットボディが保存されている。
- ノベルティ・こども創造館
- マルチメディア伝承工芸館
- 独立行政法人産業技術総合研究所中部センター
- 招き猫ミュージアム
- せとっ子ファミリー交流館
- 蔵遊前
- 瀬戸公園
- 宮前地下街
- 末広商店街
- 銀座通り商店街
- 愛知県陶磁器工業組合会館
- 瀬戸市新世紀工芸館
- 瀬戸パークホテル
- 愛知県立瀬戸工科高等学校
- 瀬戸市立のぞみ学園
- 愛知朝鮮第七初級学校
- エコプラザ瀬戸
- 瀬戸街道（愛知県道61号名古屋瀬戸線・国道363号）
- 国道155号
- 愛知県道207号定光寺山脇線
- 名古屋学院大学瀬戸キャンパス（バスで約25分、最寄り駅）
- ホテルルートイン尾張瀬戸

## バス路線
最寄停留所は、駅北東のバスターミナルにある瀬戸駅前である。以下の路線が乗り入れ、名鉄バスにより運行されている。なお、2009年9月まではジェイアール東海バスによる一般路線バスの運行もあった。

### 名鉄バス
1番のりば
- 【16】【16H】【17H】《循環》菱野団地行[11]
- 【18】菱野団地経由　愛・地球博記念公園駅行（土曜・休日のみ運行）

2番のりば
- 【36】《基幹バス》本地・四軒家・引山・栄経由　名鉄バスセンター行
- 【43】本地口経由　藤が丘行
- 【44】本地口・長久手福祉の家経由　藤が丘行
- 【50】本地・四軒家経由　藤が丘行
- 【51】本地・愛知医科大学病院・四軒家経由　藤が丘行
- 【52】本地経由　愛知医科大学病院行

3番のりば
- 【1】【1H】【4】しなのバスセンター行
- 【2】【2H】【3】しなのバスセンター経由　上品野行
- 【10】古瀬戸経由　赤津行
- 【11】一里塚経由　赤津行
- 【12】にじの丘学園・一里塚経由　赤津行
- 【13】にじの丘学園行

4番のりば
- 【1】【2】新瀬戸駅行
- 【1H】【2H】【17H】陶生病院経由　新瀬戸駅行

※ なお、にじの丘学園系統と陶生病院経由は2020年（令和2年）4月1日から運行。

### コミュニティバス
- 瀬戸市コミュニティバス上之山線：瀬戸自動車運送が運行

## 利用状況
- 「移動等円滑化取組報告書」によれば、2020年（令和2年）度の1日平均乗降人員は6,589人である[13]。
- 『名鉄120年：近20年のあゆみ』によると2013年（平成25年）度当時の1日平均乗降人員は9,062人であり、この値は名鉄全駅（275駅）中46位、瀬戸線（20駅）中7位であった[14]。
- 『名古屋鉄道百年史』によると1992年（平成4年）度当時の1日平均乗降人員は14,682人であり、この値は岐阜市内線均一運賃区間内各駅（岐阜市内線・田神線・美濃町線徹明町駅 - 琴塚駅間）を除く名鉄全駅（342駅）中27位、瀬戸線（19駅）中3位であった[15]。
- 『名鉄 1983』によると、1981年（昭和56年）度当時の一日平均乗降人員は14,988人であり、この値は名鉄全駅中22位であった[16]。
- 『岡崎市戦災復興誌』掲載の統計資料によると、1948年（昭和23年）11月1日 - 1949年（昭和24年）4月30日間の半期における一日平均乗降人員は6,292人であり、この値は名鉄全駅中9位であった[17]。

瀬戸市統計書によると、当駅の一日平均乗車人員は以下の通り推移している（データは、バス連絡定期券を含む）。
- 2005年度：5,430人
- 2006年度：5,077人
- 2007年度：4,809人
- 2008年度：4,810人
- 2011年度：5,003人

※ 1992年（平成4年）時点では栄町駅、大曽根駅に次いで3番目に多かったが、新瀬戸駅、大森・金城学院前駅などに抜かれて減少傾向にある。

## 隣の駅
名古屋鉄道
ST 瀬戸線
■急行（尾張旭駅まで各駅停車）・■準急（小幡駅まで各駅停車）・■普通
瀬戸市役所前駅（ST19） - 尾張瀬戸駅（ST20）